# Škrjančevo
Škrjančevo este o localitate din comuna Domžale, Slovenia, cu o populație de 197 de locuitori.